# Костецький Дмитро Іванович
Дмитро́ Іва́нович Костецький — старший солдат Збройних сил України, учасник російсько-української війни.

## З життєпису
У мирний час проживає в місті Вінниця. В часі війни — захисник Донецького аеропорту, військово-повітряний підрозділ. Був полонений 20 січня 2015-го російсько-терористичними силами — йшли на підмогу в аеропорт за видимості в тумані 20—30 метрів, відхилилися на 800 м і вісім вояків втрапили просто на терористів. 24 січня 2015-го був звільнений з полону разом із Сергієм Бойком та Володимиром Предюком.

## Нагороди
За особисту мужність, сумлінне та бездоганне служіння Українському народові, зразкове виконання військового обов'язку відзначений — нагороджений
- 15 вересня 2015 року — орденом «За мужність» III ступеня.